# Cyrtopogon culminus
Cyrtopogon culminus är en tvåvingeart som beskrevs av Jacques-Marie-Frangile Bigot 1885. Cyrtopogon culminus ingår i släktet Cyrtopogon och familjen rovflugor. Inga underarter finns listade i Catalogue of Life.